# Церква Різдва Пресвятої Богородиці (Затурин)
Церква Різдва Пресвятої Богородиці в Затурині — парафія і храм Підгаєцького благочиння Тернопільської єпархії Православної церкви України в селі Затурин Тернопільського району Тернопільської области.

## Історія церкви
У селі Затурин власного храму не було. Люди ходили до церкви в Марковому та належали до тієї громади. Після приходу радянської влади село приєднали до Завалівської сільської ради, а релігійну громаду — до Завалівської парафії.
У 1989 році жителі Затурина почали добиватися дозволу на будівництво власної церкви.
21 вересня того ж року, на свято Різдва Пресвятої Богородиці, за участю благочинного Бережанського району о. Івана Пелещишина, настоятеля парафії о. Івана Рутковського, настоятеля Підгаєцької парафії о. Петра Федіва та іншого духовенства, було освячено місце та закладено наріжний камінь під фундамент майбутнього храму.
Перші богослужіння розпочалися у 1994 році під керівництвом настоятеля о. Михайла Демиди, а у 1996 році була відслужена перша Літургія.

## Парохи
- о. Іван Рутковський,
- о. Михайло Демида (з 1994).